# Канаш (Тюменская область)
Канаш — село в Нижнетавдинском районе Тюменской области России. Административный центр Канашского сельского поселения.

## География
Село находится на западе Тюменской области, в пределах юго-западной части Западно-Сибирской низменности, в зоне подтайги, на расстоянии примерно 32 километра (по прямой) к юго-западу от села Нижняя Тавда, на правом берегу реки Болтан (приток Иски), административного центра района.

### Климат
Климат резко континентальный с холодной продолжительной зимой и коротким тёплым летом. Средняя температура воздуха самого холодного месяца (января) — −18,6 °C (абсолютный минимум — −53 °C); самого тёплого месяца (июля) — 17,6 °C (абсолютный максимум — 38 °С). Безморозный период длится в среднем 111 дней. Среднегодовое количество атмосферных осадков составляет 300—400 мм, из которых 70 % выпадает в тёплый период. Продолжительность залегания снежного покрова составляет в среднем 156 дней.

## История
Основано в 1926 году. По данным на 1926 год посёлок Фиклистова Согра (он же выселок Чувашский)  состоял из 42 хозяйств. В административном отношении входил в состав Искинского сельсовета Нижнетавдинского района Тюменского округа Уральской области.

## Население
| 2010 |
| ---- |
| 229  |

### Национальный состав
По данным переписи 1926 года в посёлке проживало 183 человека (87 мужчин и 96 женщин), в основном проживали чуваши и русские.
Согласно результатам переписи 2002 года, в национальной структуре населения русские составляли 29 % населения, чуваши — 53 % из 284 чел.